# Claus Paarss
Major Claus Enevold Paarss (18 de fevereiro de 1683 - 26 de maio de 1762) foi um oficial e oficial militar dano-norueguês. Aposentado do serviço,  ele foi nomeado governador da Groenlândia pelo rei Frederico IV entre 1728 e 1730.
Major Paars comandou um navio de guerra dinamarquês e três ou quatro outros navios para a colónia "Haabets Koloni" de Hans Egede em Kangeq, que ele removeu para o continente oposto e fortificado sob o nome "Godt-Haab", mais tarde conhecido como Godthab e depois Nuuk. Seu contingente de colonos consistia de vinte soldados, três sargentos e dois oficiais do corpo de artilharia dinamarquês, além de doze condenados militares, dez mães solteiras e duas condenadas do sexo feminino que deveriam se casar umas com as outras de acordo com os lotes. Ele também carregou uma dúzia de cavalos.
Depois de derrubar um motim geral, a Paarss tentou e falhou duas vezes para cruzar a ilha a partir do fiorde Ameralik em busca de recursos e uma conexão com a suposta localização do antigo Assentamento Oriental. Ele também propôs um esquema para povoar a Groenlândia com os aristocratas dinamarqueses caídos e suas famílias seguindo o modelo das colônias francesas no Canadá. Enquanto isso, quarenta dos seus colonos morreram de escorbuto e outras queixas, levando ao abandono da colônia até mesmo pelos nativos da Groenlândia.